# Bahía de Karkinit
La bahía de Karkinit (en ruso: Каркинитский залив y en ucraniano: Каркінітська затока) es una bahía de Ucrania en el mar Negro que separa la península de Crimea de la tierra continental del óblast de Jersón de Ucrania. 
Su nombre proviene de un asentamiento de la Antigua Grecia de Kerkinítis (Κερκινίτης) en la costa de Crimea en el lugar de lo que modernamente es Eupatoria.